# Joko Winterscheidt

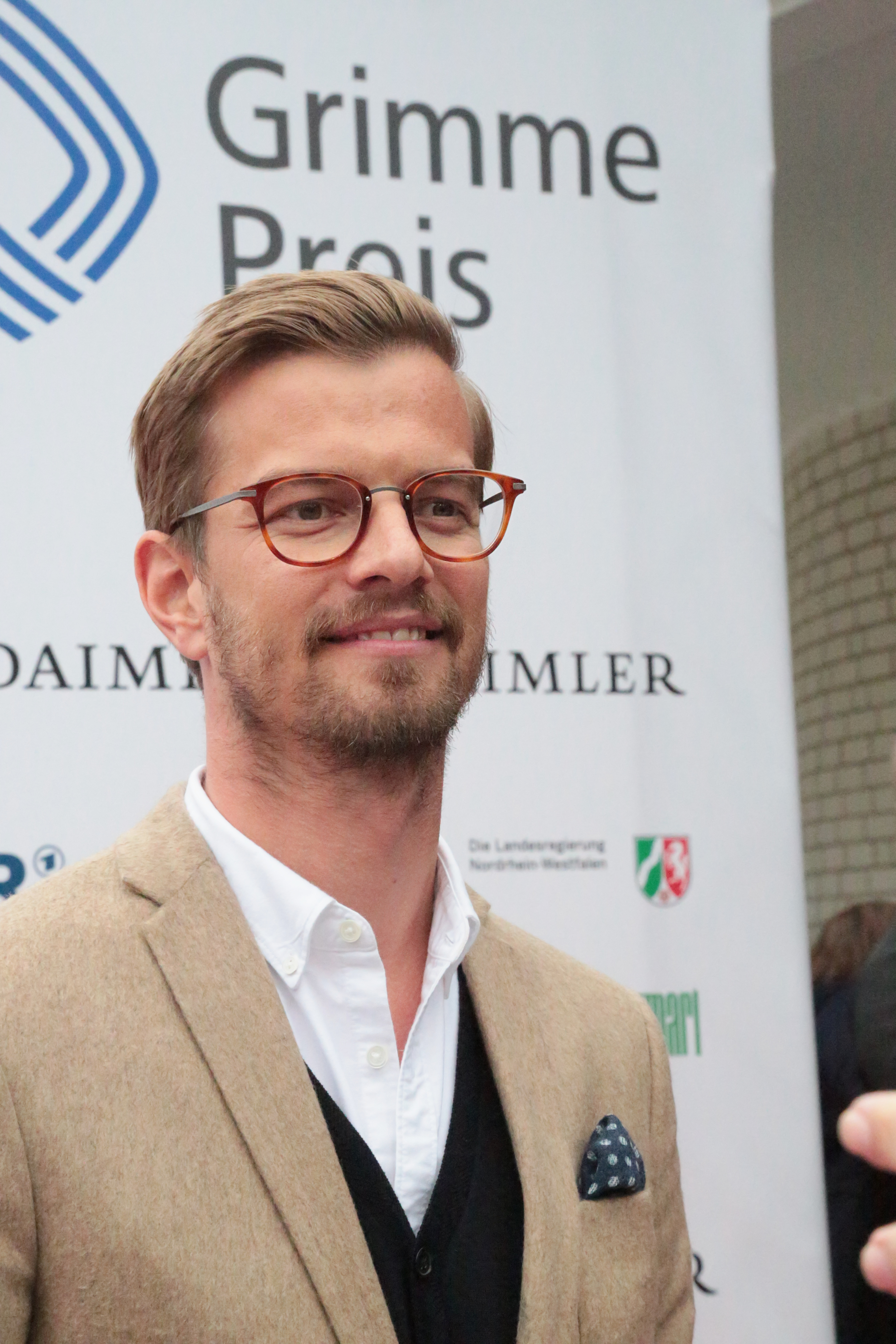
Joachim „Joko“ Winterscheidt (2018)

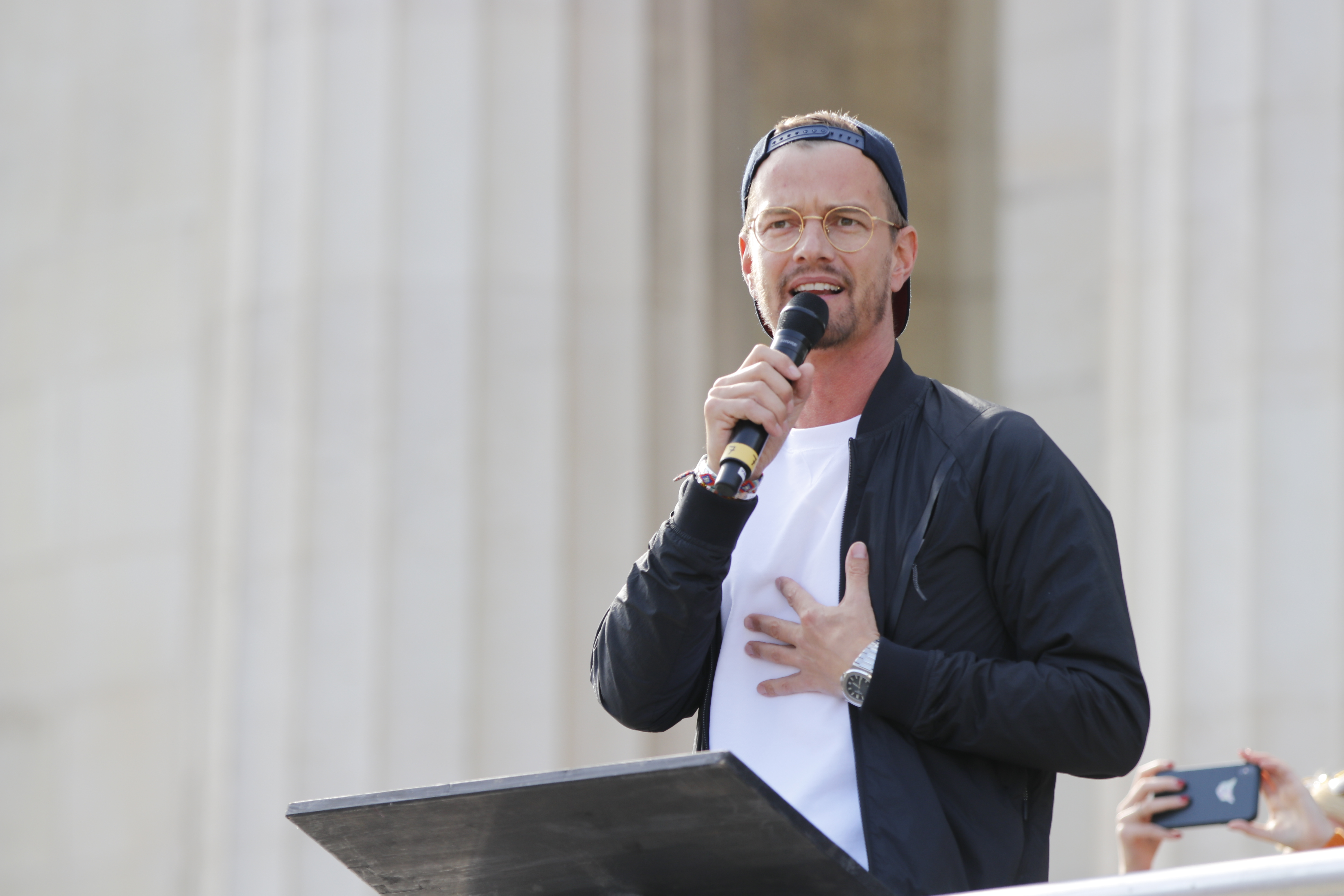
Winterscheidt bei Fridays for Future in München (2019)

Joachim „Joko“ Winterscheidt (* 13. Januar 1979 in Mönchengladbach) ist ein deutscher Fernsehmoderator und Schauspieler. Bekannt wurde er als Teil des Duos Joko und Klaas.

## Leben
Joko Winterscheidt begann nach dem Abitur eine Ausbildung zum Werbekaufmann, die er abbrach. Nachdem er sich ohne Erfolg für eine Pilotenausbildung beworben hatte, begann er in Hamburg ein Praktikum bei der TV-Produktionsfirma Me, Myself & Eye Entertainment. Dort stieg er über ein Volontariat zum festangestellten Redakteur auf und arbeitete unter anderem für die Fernsehsender VOX, RTL, Arte, ProSieben und MTV Germany. Ein Zusammentreffen mit Markus Kavka brachte ihn in ein MTV-Moderatoren-Casting, das erfolgreich verlief. Joko Winterscheidt war seit 2005 fester Bestandteil des MTV-Moderatoren-Teams. 2008, 2009 und 2010 moderierte er The Dome. Von Juni 2009 bis März 2011 moderierte er mit Klaas Heufer-Umlauf die Sendung MTV Home. Ebenfalls 2009 gründete er das Modelabel German Garment mit Schauspieler Matthias Schweighöfer, Designer Kilian Kerner und Musikproduzent Sebastian Radlmeier.
Ab Oktober 2010 standen Joko Winterscheidt und Klaas Heufer-Umlauf bei dem Fernsehproduktionsunternehmen Endemol unter Vertrag. Endemol produzierte unter anderem auch Winterscheidts und Heufer-Umlaufs gemeinsame ProSieben-Show 17 Meter, die ab dem 11. Juni 2011 ausgestrahlt wurde. Zuvor wurde ab November 2010 die Show Ahnungslos ausgestrahlt, in der Passanten in verschiedenen Situationen angesprochen, in Fragen verwickelt und mit versteckter Kamera gefilmt wurden. Die Sendung wurde von der Bundeszentrale für politische Bildung unterstützt.
Am 24. März 2011 moderierte Winterscheidt als Gastmoderator neben Ina Müller die Echoverleihung 2011 in Berlin. Ab Juli 2011 versuchte sich Winterscheidt erstmals als Radiomoderator. So war er im Sommerprogramm von 1Live an der Seite von Simon Beeck zu hören.
Ab 6. Oktober 2011 moderierte er zusammen mit Klaas Heufer-Umlauf den inoffiziellen Nachfolger der Sendung MTV Home namens neoParadise bei ZDFneo. Die Show Joko & Klaas: Die Rechnung geht auf uns! wurde nach einer Folge eingestellt. Die Sparkassen ließen die beiden im Laufe des Jahres 2011 unter dem Titel Giro sucht Hero in mehreren Wettkämpfen gegeneinander antreten. Die Videos der Wettkämpfe wurden im Internet verfügbar gemacht und die Nutzer aufgefordert, auf dieser Basis das Werbegesicht der Sparkasse auszuwählen. Auch 2011 moderierte das Duo wieder die Sendung Ahnungslos. Des Weiteren warb Winterscheidt von 2011 bis 2012 für den Mobilfunkanbieter Netzclub.
Ende 2011 gründeten Joko Winterscheidt und Klaas Heufer-Umlauf zusammen mit Endemol das gemeinsame Produktionsunternehmen Florida TV. In diesem Joint Venture, das zu 51 Prozent Endemol und zu 49 Prozent Winterscheidt und Heufer-Umlauf gehörte, werden alle Formate von ihnen produziert. Seit 2019 ist Florida TV (Anfang 2019 kurz Black Flamingo) eine eigenständige Produktionsgesellschaft von Winterscheidt und Heufer-Umlauf.
Von April bis Dezember 2012 moderierte er gemeinsam mit dem Musiker Olli Schulz jeden zweiten Sonntag von 16 bis 18 Uhr die Sendung 16 und Zwei auf Radio Eins.
Winterscheidt und Klaas Heufer-Umlauf bekamen im Sommer 2012 eine neue Prime-Time-Show auf ProSieben, die den Namen Joko gegen Klaas – Das Duell um die Welt trägt. Unter anderem wurde in dieser Show bekannt, dass Winterscheidt unter starker Höhenangst leidet.
Vom 25. Februar 2013 bis zum 20. Juni 2017 moderierte Winterscheidt zusammen mit Klaas Heufer-Umlauf auf ProSieben die Sendung Circus HalliGalli, für welche er im März 2014 gemeinsam mit Heufer-Umlauf den Echo und im April 2014 den Grimme-Preis erhielt.
Gemeinsam mit Peter Olsson gründete er 2014 das Unternehmen PeJay. 2016 gründeten PeJay und Pantaleon Entertainment das Joint Venture Creative Cosmos 15.
2015 beteiligte er sich an dem Start-up-Unternehmen GoButler, das eine Concierge-App veröffentlichte. Ein Jahr später stellte es den Betrieb ein.
Im Oktober 2015 erwarb er eine Beteiligung am Sockenhersteller von Jungfeld und im April 2016 eine Beteiligung am Ginhersteller Muscatel.
Im April 2017 startete er zusammen mit Tarifhaus den Mobilfunkanbieter Besser Mobile, dessen Markengesicht er verkörperte. Seit Januar 2019 werden keine Neukunden mehr angenommen.
Zusammen mit Paul Ripke startete er im September 2017 den Podcast Alle Wege führen nach Ruhm. Im Februar 2019 tourte er mit AWFNR durch insgesamt sechs deutsche Städte. Am 31. Juli 2019 veröffentlichte er einen Teaser für das Format Und Winterscheidt auf dem Account von AWFNR. Am gleichen Tag wurden alle fünf Folgen veröffentlicht, in denen Winterscheidt mit Leuten spricht, die er nach eigener Aussage schon immer einmal kennen lernen wollte. Ende 2019 stieg Winterscheidt aus dem Podcast aus, welcher seitdem von Ripke alleine mit wechselnden Gästen fortgeführt wird.
Winterscheidt engagiert sich für das Lesen- und Schreibenlernen im Rahmen der Kampagne iCHANCE, die vom Bundesverband Alphabetisierung und Grundbildung durchgeführt wird. Hierfür lieh er auch dem Hörspiel Mit einem blauen Auge! seine Stimme.
Am 22. März 2018 erschien die erste Ausgabe der Zeitschrift JWD – Joko Winterscheidts Druckerzeugnis, die als Ableger der Zeitschrift Stern von Gruner + Jahr veröffentlicht wurde. Zum Ende des Jahres 2019 wurde die Zeitschrift eingestellt.
Gemeinsam mit Andreas Weinzierl gründete er im Juli 2019 ein Start-up-Unternehmen für den Vertrieb eines besonders leichten City-E-Bikes namens Sushi. Mitte April 2024 verkündete Winterscheidt über seinen Instagram-Kanal, dass er mit sofortiger Wirkung kein Gesellschafter mehr von SUSHI-Bikes sei. Das Unternehmen bestätigte dies über Kommentare auf ihrem Instagram-Kanal, wobei keine Details bekannt gegeben wurden.
Im Januar 2020 wurde er Chief Curiosity Officer der deutschen Ausgabe der Zeitschrift GQ – Gentlemen’s Quarterly. Im Februar 2021 beendete er diese Tätigkeit wieder.
Im Mai 2020 machten Heufer-Umlauf und Winterscheidt nach ihrem Sieg in der Show Joko & Klaas gegen ProSieben in den vom Sender zur freien Verfügung gestellten 15 Minuten um 20:15 Uhr in der von Sophie Passmann moderierten Sendung Männerwelten auf die sexuelle Belästigung von Frauen aufmerksam. Im September 2020 nutzten sie ihre Sendezeit, die sie erneut gewonnen hatten, um die Zustände im Flüchtlingslager Moria sowie in den Tagen nach dem Großbrand, wie z. B. den Tränengaseinsatz der griechischen Polizei dort, zu zeigen. Im März 2021 nutzte das Duo seine gewonnene Sendezeit, um auf den Pflegenotstand sowie untragbare Zustände in Krankenhäusern und Intensivstationen während der COVID-19-Pandemie aufmerksam zu machen. Diese Sendung mit dem Titel Pflege ist #NichtSelbstverständlich lief nicht wie sonst üblich 15 Minuten, sondern über sieben Stunden ohne Werbeunterbrechungen. Im Oktober 2022 verkündete das Duo im Rahmen der gewonnenen Sendezeit, dass sie ihre Instagram-Konten mit insgesamt fast zwei Millionen Followern den iranischen Aktivistinnen Sarah Ramani und Azam Jangravi „für immer“ zur Verfügung stellen, um den Protesten im Iran mehr Aufmerksamkeit zu verleihen. Im November 2023 nutzten sie die von ihnen gewonnene Sendezeit für eine „Prosieben-Schatzsuche“, in dessen Rahmen auch auf eine Registrierung für die deutsche Knochenmarkspenderdatei (DKMS) aufmerksam gemacht wurde. Innerhalb von 72 Stunden gab es etwa 38.000 Neuregistrierungen, was einen Rekord darstellte.
Seit Februar 2021 vertreibt er zusammen mit Max Wittrock, einem der Gründer von Mymuesli, die fair gehandelte Schokolade Jokolade. Sie kooperieren dabei mit dem Schweizer Schokoladenhersteller Barry Callebaut. Die Schokolade wurde anfangs exklusiv bei der Supermarktkette Rewe verkauft. 2022 kam auch Rossmann hinzu.
Im August 2023 wurden 50 Prozent des Unternehmens an Katjes verkauft.
Seit 2021 ist Joko Winterscheidt Moderator der Quizshow Wer stiehlt mir die Show?, die  unter anderem mit dem Grimme-Preis und dem Deutschen Fernsehpreis ausgezeichnet wurde.
Im Mai 2023 startete Winterscheidt erneut einen Podcast, diesmal zusammen mit der Autorin Sophie Passmann unter dem Titel Sunset Club. Ende 2024 beendete er den Podcast wieder.

## Privatleben
Joachim Winterscheidt wurde in Mönchengladbach geboren und wuchs mit zwei älteren Schwestern im Schwalmtaler Ortsteil Waldniel im Kreis Viersen auf. Als er sechs Jahre alt war, starb seine Mutter an den Folgen von Brustkrebs.
Seit dem 30. Juli 2010 ist er Vater einer Tochter. Er wohnt mit seiner Familie in München.
Anders als jahrelang behauptet, ist sein zweiter Vorname nicht Cornelius. Dieser wurde von Winterscheidt und seinem Fernseh-Partner Klaas Heufer-Umlauf frei erfunden und weiterverbreitet. In der WDR-Sendung Zimmer frei! vom 22. Mai 2016 stellte er klar, dass er gar keinen zweiten Vornamen trage.
Im Herbst 2024 erzählte Winterscheidt, dass er seit Sommer 2023 in Therapie ist.

## Filmografie

### Fernsehen

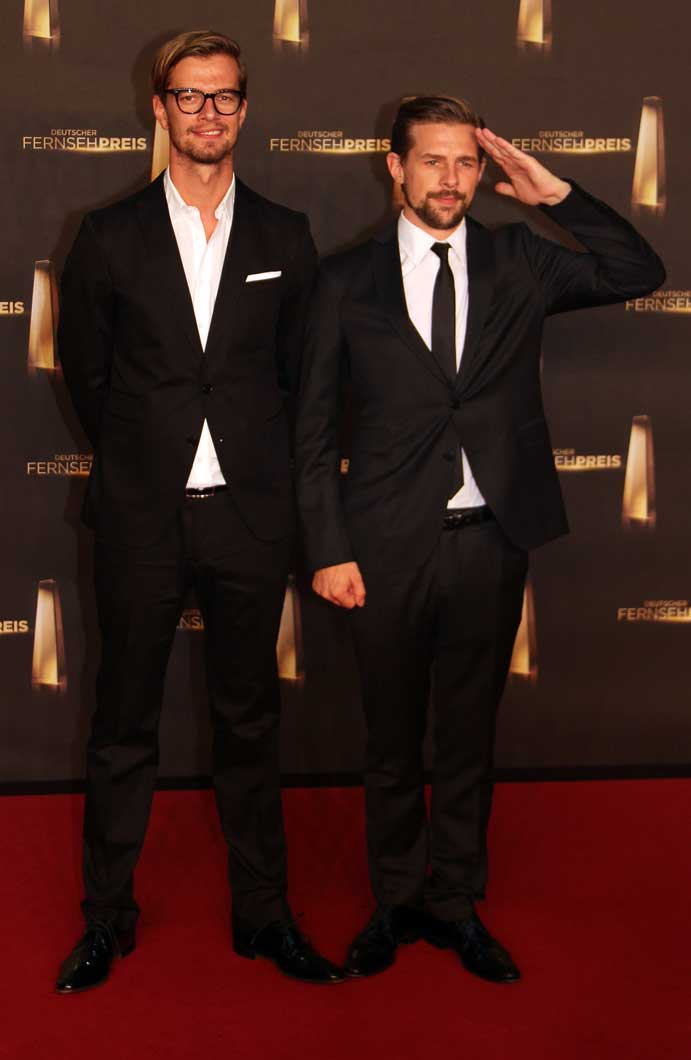
Joko Winterscheidt und Klaas Heufer-Umlauf beim Deutschen Fernsehpreis 2012

- 2005–2009: Total Request Live (MTV)
- 2006–2008: Jokos Roadtrip (MTV)
- 2008–2010: The Dome (RTL II) mit Mirjam Weichselbraun
- 2009: Yes We Can Dance (Sat.1) als Jurymitglied
- 2009–2011: MTV Home (MTV) mit Klaas Heufer-Umlauf
- 2010: Beck’s Most Wanted Music (MTV)
- 2010: Pringles Xtreme TV mit Klaas Heufer-Umlauf
- 2010–2012: Ahnungslos – Das Comedyquiz mit Joko und Klaas (ProSieben) mit Klaas Heufer-Umlauf
- 2011: Echo (Das Erste) mit Ina Müller
- 2011: TVLab (ZDFneo) mit Klaas Heufer-Umlauf
- 2011: Joko & Klaas – Die Rechnung geht auf uns (ProSieben) mit Klaas Heufer-Umlauf
- 2011–2012: 17 Meter (ProSieben) mit Klaas Heufer-Umlauf
- 2011–2012: Willkommen 20xx (ZDF) mit Mirjam Weichselbraun und Klaas Heufer-Umlauf
- 2011–2013: neoParadise (ZDFneo) mit Klaas Heufer-Umlauf
- seit 2012: Joko gegen Klaas – Das Duell um die Welt (ProSieben) mit Klaas Heufer-Umlauf
- 2013–2017: Circus HalliGalli (ProSieben) mit Klaas Heufer-Umlauf
- 2014: Webvideopreis Deutschland mit Klaas Heufer-Umlauf
- 2014–2016: Mein bester Feind (ProSieben) mit Klaas Heufer-Umlauf
- 2015: 20 Jahre Akte: Das große Spezial mit Joko und Klaas (Sat.1) mit Klaas Heufer-Umlauf und Ulrich Meyer
- 2015–2017: Teamwork – Spiel mit deinem Star (ProSieben) mit Klaas Heufer-Umlauf
- 2016: My Idiot Friend (ProSieben) mit Klaas Heufer-Umlauf
- 2016–2017, 2024: Das Duell um die Geld (ProSieben) mit Klaas Heufer-Umlauf und Oliver Kalkofe
- 2016–2019: Die beste Show der Welt (ProSieben) mit Klaas Heufer-Umlauf
- 2017–2018: Die Promi-Darts-WM (ProSieben)
- 2017–2018: Beginner gegen Gewinner (ProSieben)
- 2018: jerks. (Fernsehserie, Folge Noah)
- 2018: Win Your Song (ProSieben)
- 2018–2020: Das Ding des Jahres (ProSieben) als Jurymitglied
- 2018–2019: Weihnachten mit Joko und Klaas (ProSieben) mit Klaas Heufer-Umlauf
- seit 2019: Joko & Klaas gegen ProSieben / Joko & Klaas LIVE (ProSieben) mit Klaas Heufer-Umlauf
  - 2020: Männerwelten (ProSieben) als Produzent über Florida TV
  - 2021: Pflege ist #NichtSelbstverständlich (ProSieben)
- 2019: taff (ProSieben) mit Klaas Heufer-Umlauf
- 2019: Das Traumschiff – Antigua (ZDF)
- 2020: Das Traumschiff – Kapstadt (ZDF)
- seit 2021: Wer stiehlt mir die Show? (ProSieben)
- 2021: red. (ProSieben) mit Klaas Heufer-Umlauf
- 2023: The World’s Most Dangerous Show (Prime Video)
- seit 2025: Ein sehr gutes Quiz (mit hoher Gewinnsumme) (ProSieben)

### Kino
- 2013: Battle of the Year
- 2014: Dear Courtney
- 2015: Der Nanny
- 2015: Er ist wieder da
- 2017: Sharknado 5: Global Swarming

### Synchronrollen
- 2012: Tim & Eric’s Billion Dollar Movie
- 2012: Die Piraten! – Ein Haufen merkwürdiger Typen (Black Bellamy)
- 2017: Ich – Einfach unverbesserlich 3 (Balthazar Bratt)

## Diskografie
Singles
- 2013: Rangel Song (mit Klaas & Olli Schulz)
- 2014: U-Bahn-Ficker (mit Eko Fresh & Klaas)
- 2019: We Love to Entertain You (mit Klaas)

## Auszeichnungen
1 Live Krone

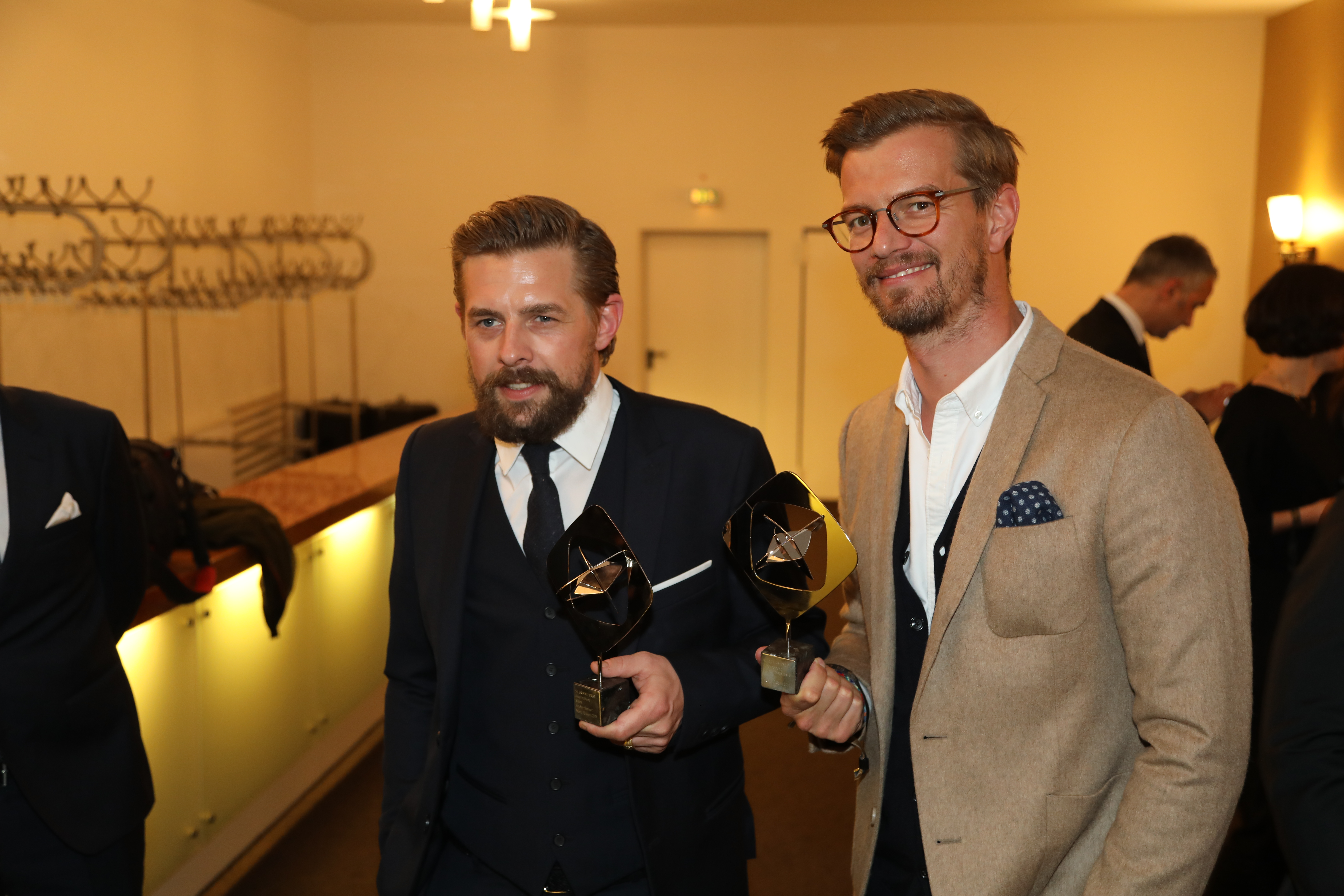
Joko und Klaas mit dem Grimme-Preis 2018

- 2014: „Sonderpreis“ (mit Klaas Heufer-Umlauf)[50]

Blauer Panther
- 2022: „Entertainment“ für Wer stiehlt mir die Show? (mit Julia Mehnert)
- 2023: „Beliebteste Unterhaltungssendung“ für Joko & Klaas gegen ProSieben
- 2023: „Kultur/Bildung“ für The World’s Most Dangerous Show

Brillenträger des Jahres
- 2015[51]

Deutscher Comedypreis
- 2013: „Beste Comedyshow“ für Circus HalliGalli (mit Klaas Heufer-Umlauf)

Deutscher Fernsehpreis
- 2012: „Besondere Leistung Unterhaltung“ (mit Klaas Heufer-Umlauf)
- 2014: „Bester Show-Moderator“ (Publikumspreis) (mit Klaas Heufer-Umlauf)[52]
- 2016: „Beste Unterhaltung Primetime“ für Das Duell um die Welt (mit Klaas Heufer-Umlauf)[53]
- 2017: „Beste Unterhaltung Primetime“ für Die beste Show der Welt (mit Klaas Heufer-Umlauf)
- 2021: „Bestes Infotainment“ für Joko & Klaas – Live: Pflege ist NichtSelbstverständlich (mit Klaas Heufer-Umlauf)
- 2021: „Beste Unterhaltung Show“ für Wer stiehlt mir die Show?
- 2022: „Beste Unterhaltung Show“ für Wer stiehlt mir die Show?
- 2023: „Beste Doku-Serie“ für The World’s Most Dangerous Show
- 2024: „Beste Moderation/Einzelleistung Unterhaltung“ für 24 Stunden mit Joko & Klaas (mit Klaas Heufer-Umlauf)

Deutscher Mediapreis
- 2021: „Media-Persönlichkeit des Jahres“ (mit Daniel Rosemann und Klaas Heufer-Umlauf)

Echo
- 2014: „Partner des Jahres“ für Circus HalliGalli (mit Klaas Heufer-Umlauf)[54]

Goldene Henne
- 2019: „Entertainment“ für Alle Wege führen nach Ruhm (mit Paul Ripke)
- 2021: „Entertainment“ für Wer stiehlt mir die Show?

GQ Männer des Jahres
- 2012: „Fernsehen“ (mit Klaas Heufer-Umlauf)[55]

Grimme-Preis
- 2014: „Unterhaltung“ für Circus HalliGalli (mit Klaas Heufer-Umlauf)[56]
- 2018: „Unterhaltung“ für #Gosling-Gate (mit Klaas Heufer-Umlauf, Ludwig Lehner, Jakob Lundt, Thomas Martiens und Thomas Schmitt)[57]
- 2020: „Unterhaltung“ für Joko & Klaas LIVE – 15 Minuten (Staffel 1) (mit Thomas Martiens, Thomas Schmitt und Klaas Heufer-Umlauf)[58]
- 2022: „Unterhaltung“ für Wer stiehlt mir die Show? (mit Jakob Lundt, Julia Mehnert, Thomas Schmitt und Christin Schneider)[59]

Nannen Preis
- 2021: Sonderpreis für A Short Story of Moria und Männerwelten (mit Klaas Heufer-Umlauf, Sophie Passmann, Thomas Schmitt, Arne Kreutzfeldt, Claudia Schölzel und Thomas Martiens)

NRW-Medienpreis für entwicklungspolitisches Engagement
- 2023 für The World’s Most Dangerous Show[60]

Preis für Popkultur
- 2019: „Spannendste Idee/Kampagne“ für Joko & Klaas LIVE – 15 Minuten (mit Klaas Heufer-Umlauf)[61]

Quotenmeter-Fernsehpreis
- 2019: „Ehrenpreis“ für Joko & Klaas LIVE – 15 Minuten (Ausgabe vom 29. Mai 2019) (mit Klaas Heufer-Umlauf)

Radio Regenbogen Award
- 2017: „Medienmänner 2016“ (mit Klaas Heufer-Umlauf)

Robert-Geisendörfer-Preis
- 2021: „Sonderpreis der Jury“ (mit Klaas Heufer-Umlauf)[62]

Romy
- 2023: „Show/Unterhaltung“ (mit Klaas Heufer-Umlauf)[63]

Rose d’Or
- 2014: „Entertainment“ für Circus HalliGalli (mit Klaas Heufer-Umlauf)

YES!AWARD – Ring of Courage
- 2024 (mit Klaas Heufer-Umlauf)[64]